# Jiří Mašín (judista)
Jiří Mašín (15. února 1930 Horní Počernice – 3. února 1996 Praha) byl československý a český zápasník – judista.

## Sportovní kariéra
S judem začal v pozdním věku jako posluchač Fakulty tělesné výchovy a sportu. Po získání magisterského titulu v roce 1953 a povinné vojenské službě nastoupil jako instruktor tělesné výchovy na Karlovu univerzitu.
Během aktivní sportovní kariéry získal v judu dva tituly mistra republiky (1955 a 1957). V roce 1957 reprezentoval Československo na mistrovství Evropy v nizozemském Rotterdamu v těžké váze nad 80 kg. V semifinále prohrál na body s Francouzem Étiennem Nemerem a obsadil konečné třetí místo. Po skončení sportovní kariéry se věnoval trenérské práci v klubu VŠ Praha. K jeho nejznámějším žákům patřili Michal Vachun, bratři Petr Jákl starší, František Jákl a mnoho dalších.